# Vincas Kudirka
Vincas Kudirka, né le 31 décembre 1858 à Paežeriai et mort le 16 novembre 1899 à Naumiestis, est un poète et médecin lituanien, à la fois auteur et compositeur de l'hymne national lituanien Tautiška giesmė. Kudirka a utilisé plusieurs pseudonymes - V. Kapsas, Paežerių Vincas, Vincas Kapsas, P.Vincas, Varpas, Q.D, K., V.K ou encore Perkūnas. Il est une figure centrale de l'éveil national lituanien.

## Biographie
Vincas Kudirka étudie l'histoire et la philosophie à Varsovie à partir de 1881, mais s'oriente dès l'année suivante vers la médecine. Durant ses études, il est arrêté comme agitateur pour être en possession d'un exemplaire de Le Capital qu'il prévoyait de copier. Il est exclu de l'université de Varsovie, avant d'être réintégré. Il est diplômé en 1889 et devient médecin de campagne à Šakiai puis à Naumiestis. 
Kudirka commence à écrire de la poésie en 1888. Dans le même temps, il devient plus actif dans le mouvement d'éveil national. À Varsovie, avec d'autres étudiants lituaniens, il fonde la société secrète Lietuva ("Lituanie"). L'année suivante, ils commencent la publication du journal clandestin Varpas ("La Cloche"), que Kudirka éditera et pour lequel il écrira durant les dix années suivantes. Dans Varpas, en septembre 1898, il publie le texte de Tautiška Giesmė, qui deviendra officiellement en 1918, l'hymne national lituanien, sur une musique composée par Kudirka lui-même.
Kudirka meurt de tuberculose le 16 novembre 1899, à l'âge de 40 ans. La seconde moitié de Tautiška Giesmė est gravée sur sa pierre tombale.

## Hommages
Le 5 juillet 2009, une statue de Vincas Kudirka est inaugurée sur l'avenue Gediminas, artère principale de Vilnius. Cette inauguration, en présence du président lituanien Valdas Adamkus, coïncide avec les festivités marquant le 1000e anniversaire de la première mention officielle de la Lituanie.